# ستانلي بلاك
ستانلي بلاك (بالإنجليزية: Stanley Black)‏ هو شخصية أعمال أمريكي، ولد في 1932.